# 東鄉青兒

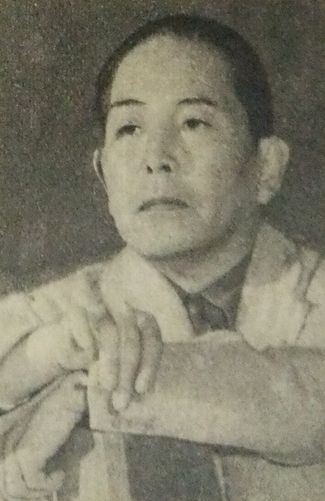
1954年攝

東鄉青兒（1897年4月28日—1978年4月25日），男，原名東鄉鐵春，日本現代西洋畫家，以繪畫女性畫像聞名。東鄉青兒生於鹿兒島，幼年時舉家移居東京，早年師從有島生馬，1921至28年負笈法國期間曾參與未來主義運動，回國後獲頒予第一屆昭和西洋畫鼓勵獎。1957年獲日本美術學院獎，1961年成為日本藝術院會員，1969年獲法國政府授予藝術與文學勳章，1976年獲日本政府授予勳二等旭日重光章。超過200件他的作品被損保日本興亞東鄉青兒美術館收藏及展出。